# Haus Geelvinck-Hinlopen

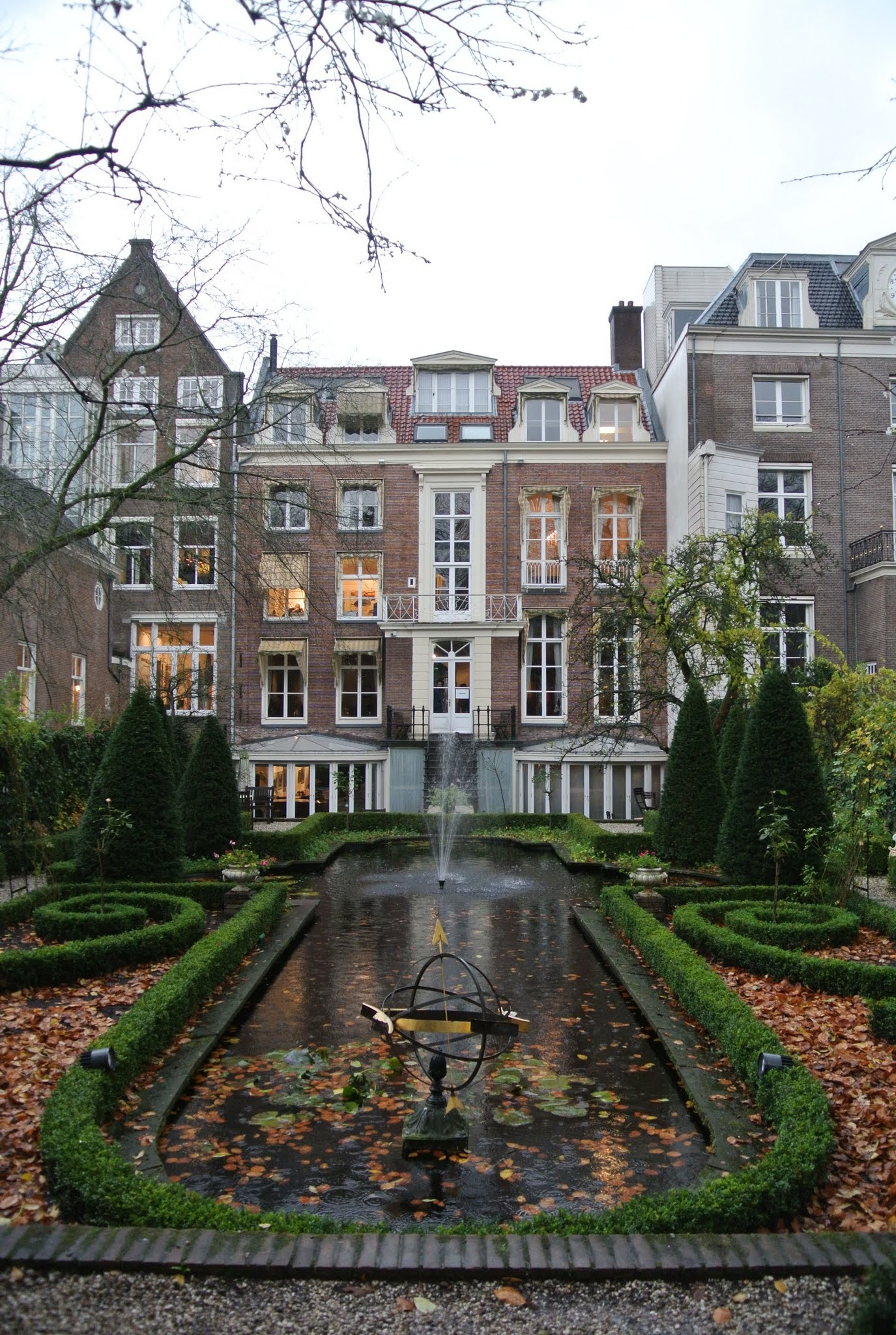
Das Geelvinck-Hinlopen-Huis von der Gartenseite, 2012

Das Geelvinck-Hinlopen-Huis ist ein im späten 17. Jahrhundert für Albert Geelvinck und Sara Hinlopen erbautes Bürgerhaus an der Herengracht in Amsterdam.
Von 1991 bis 2015 beherbergte es das Geelvinck-Museum, das sich seitdem als Geelvinck Muzik Musea im Pianola Museum und im Huis Midwoud in der Gemeinde Medemblick befindet.

## Lage
Das Haus befindet sich im Grachtengürtel, drei parallelen Grachten, die im 17. Jahrhundert im wasserreichen Sumpf ausgegraben und systematisch erweitert wurden. Das Haus liegt am östlichen Ende der Gouden Bocht („Goldenen Bogen“), einem Knick der Herengracht, und unweit des Rembrandtplein und Amstel. Das Haus ist durch einen großen Garten mit einem Kutschenhaus an der Keizersgracht 633 verbunden.

## Das Haus

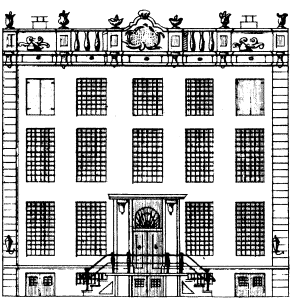
Die Fassade um 1770

Das Haus trägt den Namen der beiden Amsterdamer Regentenfamilien Geelvinck und Hinlopen. Es zählt zu einer Reihe von prächtigen barocken Bürgerhäusern an der Herengracht. Das Haus steht an der Herengracht 518, wo sich die Wohnsitze der Oberschicht, Bürgermeister, Kaufleute und Unternehmensleiter entwickelten. Wie viele Häuser an diesen Gracht nimmt es zwei Parzellen ein. Die linke Hälfte hatte eine gewerbliche Funktion, rechts befand sich der Wohntrakt.
Die Bauarbeiten begannen bald nach dem Kauf der beiden Grundstücke 1683; das Haus wurde 1687 fertiggestellt und bezogen. Im selben Jahr wurde das Grundstück durch den Kauf einer rückwärtig angrenzenden Parzelle bis zur Keizersgracht, der parallel verlaufenden Gracht ausgedehnt. Dadurch konnte der Garten vergrößert und Platz für ein Kutschenhaus, einen Stall und Lagerräume geschaffen werden.
Das Haus wurde mehrfach renoviert und umgebaut, erstmals um 1749. 1813 wurde die Fassade im Empirestil verändert, die Attika und das Dachgeschoss verschwanden. Während der Sturmkatastrophe von 1953 wurde der Garten weitgehend zerstört. 1990 wurde er nach Plänen des Landschaftsarchitekt Robert Broekema neu gestaltet.

### Die Erbauer Albert Geelvinck und Sara Hinlopen
Bauherren waren der Jurist Albert Geelvinck (1647–1693) und seine Frau Sara Hinlopen (1660–1749), die beide aus reichen Kaufmannsfamilien stammten und 1680 heirateten. Geelvincks Vater Cornelis und Großvater Jan Cornelisz. Geelvinck waren Bürgermeister, so wie Hinlopens Großvater und Onkel. Ihr Vater war Tuchhändler, Ratsherr und Kunstsammler. Sara Hinlopen erbte seine Kunstsammlung, darunter Gemälde von Rembrandt und Gabriel Metsu.

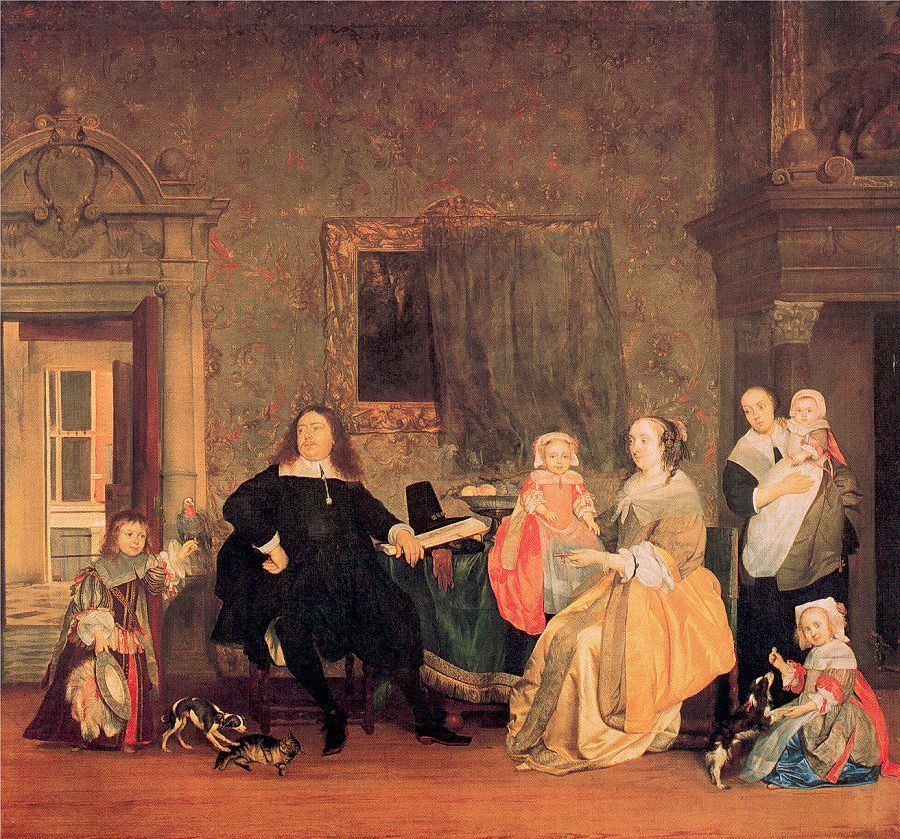
Sara Hinlopen als Dreijährigen mit ihrer Familie, Gemälde von Gabriel Metsu, 1663, Berlin, Gemäldegalerie

Beide Familien waren durch den Handel mit Ost- und Westindien reich geworden. Auch Geelvinck verdiente als Direktor der Surinamgesellschaft am Zucker- und Sklavenhandel. Der Hausherr starb 1693 im Alter von 48 Jahren. Hinlopen heiratete seinen Neffen Jacob Hendrickz. Bicker (1642–1713), ebenfalls ein Schultheiß. Das Paar wohnte im Geelvinck-Hinlopen-Huis, es blieb kinderlos. Nach dem Tod ihres Ehemannes lebte Hinlopen in ihrem Wohnhaus mit den drei Hausangestellten Liesbeth, Hermannus und Geesje. Sie starb, fast blind, mit 89 Jahren, und wurde in der Oude Kerk begraben. Sie hinterließ ihr Vermögen, ihre Kunstsammlung und das Haus den vier Kindern von Lieve Geelvinck.
1813 verkauften deren Nachfahren das Haus an die Handelsfamilie Asschenbergh, die dort fast 45 Jahre lebte. 1920 machte die Firma Hagemeijer & Co. aus dem Gebäude Büroflächen, das Kutschenhaus wurde zu einem Wohnhaus umgewandelt. In den 1990er Jahren ließ die Familie Buisman das Anwesen renovieren, das Kutschenhaus wurde als Museum Geelvinck der Öffentlichkeit zugänglich gemacht. 2015 verkaufte Buisman das Ensemble an einen Immobilienentwickler, der das Haus 2016 für 15 Millionen Euro weiterverkaufte. 2019 beherbergte es die Botschaft der Seychellen.

### Historische Räume

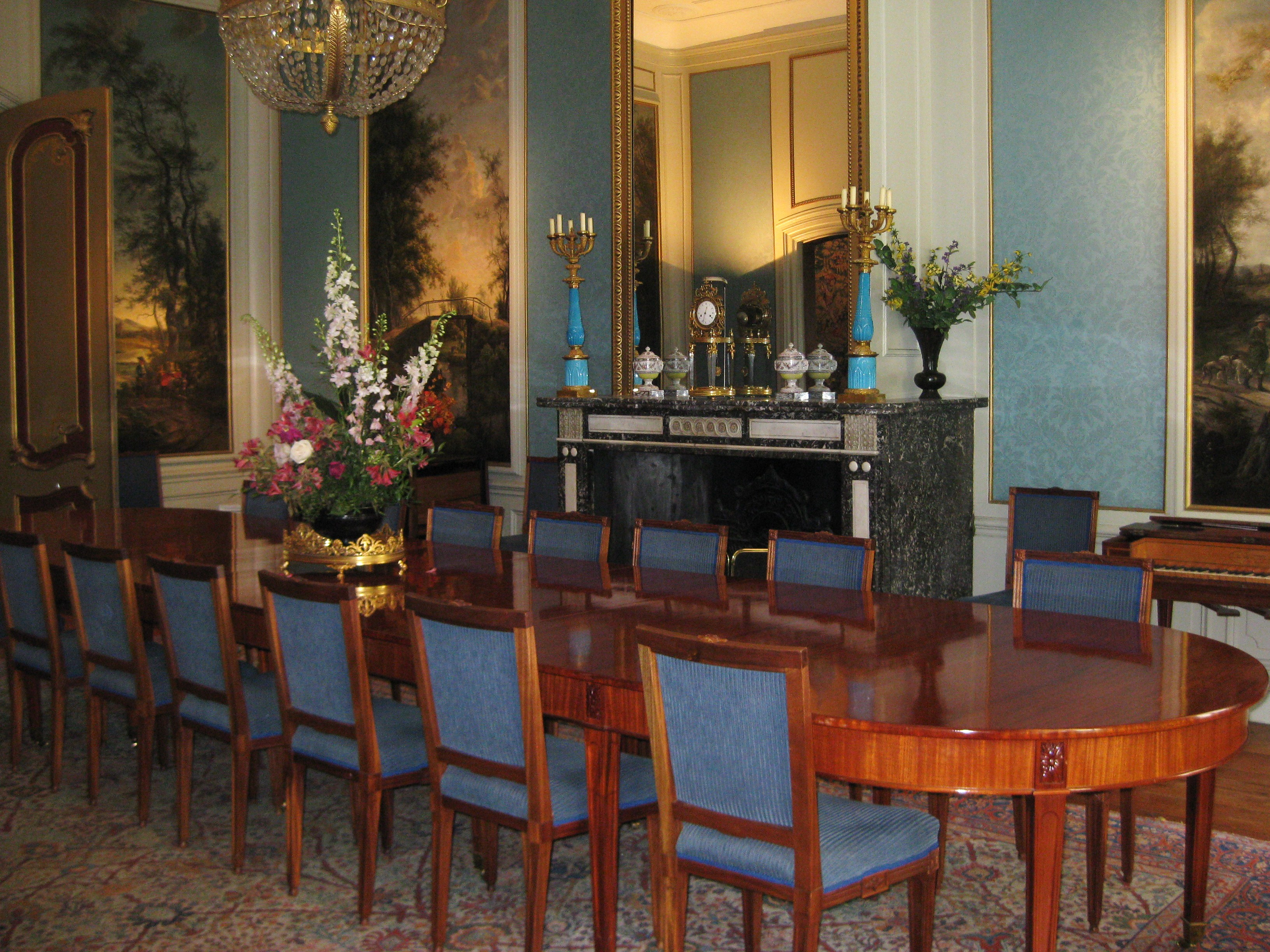
Das Esszimmer mit den Tapetenpaneelen von Egbert van Drielst, 2012

Die vier historischen Räume im ersten Obergeschoss wurden um 1990 renoviert und neu eingerichtet. Das rote Zimmer ist im Louis-quinze-Stil gestaltet.
Das blaue Zimmer ist im Louis-seize-Stil eingerichtet. Erwähnenswert sind die fünf handgemalten Tapetenpaneele von Egbert van Drielst. Sie stammen aus der Zeit um 1788, wurden aber erst 1990 in das Geelvinck-Hinlopen-Huis eingebaut.
Das chinesische Zimmer hat acht Paneele mit handgemalten Tapeten auf Wachstuch, hergestellt in Brüssel, in der Manufaktur von Cornelis 't Kint. Einflüsse aus Augsburg, und Chinoiserien von Jean-Baptiste Pillement sind zu erkennen.
Das Bibliothekszimmer weist eine Gestaltung aus den 1760er Jahren auf, die im 19. Jahrhundert im neoklassizistischem Stil modifiziert wurde. Die Veränderungen erinnern an die Arbeit Robert Adams.